# 검단버스
검단버스(檢丹-)는 울산광역시에 위치한 마을버스 운송 업체이다.

## 운행 노선
- 61번 : (신암마을회관 ↔ 웅상병원)
- 62번 : (신암마을회관 ↔ 웅촌농협)지원노선은 신암마을회관↔반계↔서창

## 보유 차종
E-카운티와 E-에어로타운으로 운행한다.